# Орловка (Данковский район)
Орловка — село Воскресенского сельсовета Данковского района Липецкой области России.

## Географическое положение
Село расположено на берегу реки Птань в 8 км на юго-восток от центра поселения села Воскресенское и в 28 км на юго-запад от райцентра города Данков.

## История
Орловка, входившая в приход Покровской церкви с. Зверево, упоминается в качестве «новоселебной» деревни, принадлежавшей к числу вотчин Троице-Сергиевской лавры с 174 душами мужского пола в 1748 г. В 1880 году из с. Зверево была перенесена старая деревянная церковь и освящена местным благочинным, священником с. Еропкино Дмитрием Чельцовым в честь Покрова Пресвятой Богородицы. Первоначально церковь была кладбищенской, без самостоятельного причта и приписной к храму с. Зверево, а в 1885 г. обращена в приходскую с самостоятельным причтом из священника и псаломщика. При церкви в деревянном здании располагалась церковно-приходская школа, открытая в 1895 г.
В начале XX века деревянная церковь сильно обветшала, и 6 июня 1902 г. причт вместе с прихожанами обратился к Преосвященному Полиевкту (Песковскому), епископу Рязанскому и Зарайскому о постройке нового каменного храма. Из-за нехватки средств строительство велось медленно, лишь в 1916 г. постройка была завершена. В 1930 г. церковь была закрыта, и в ней устроено зернохранилище совхоза «Воскресенский». Храм и сегодня продолжает использоваться не по своему прямому назначению.
XIX — начале XX века село входило в состав Тепловской волости Данковского уезда Рязанской губернии. В 1906 году в селе было 188 дворов.
С 1928 года село являлось центром Орловского сельсовета Данковского района Козловского округа Центрально-Чернозёмной области, с 1934 года — в составе Воскресенского района, с 1954 года — в составе Липецкой области, с 1963 года — вновь в составе Данковского района, с 1976 года — в составе Воскресенского сельсовета.

## Население
| 1859 | 1897  | 1906  | 2010 |
| ---- | ----- | ----- | ---- |
| 895  | ↗1166 | ↗1486 | ↘50  |

## Достопримечательность
В селе расположена недействующая Церковь Покрова Пресвятой Богородицы (1916).